# Chestermere
Chestermere är en ort i Kanada.   Den ligger i provinsen Alberta, i den centrala delen av landet, 2 900 km väster om huvudstaden Ottawa. Chestermere ligger 1 022 meter över havet och antalet invånare är 3 590.
Terrängen runt Chestermere är platt. Runt Chestermere är det mycket glesbefolkat, med 7 invånare per kvadratkilometer.. Närmaste större samhälle är Calgary, 18,7 km väster om Chestermere.
Trakten runt Chestermere består till största delen av jordbruksmark.